# Aphthona illigeri
Aphthona illigeri là một loài bọ cánh cứng trong họ Chrysomelidae. Loài này được Bedel miêu tả khoa học năm 1898.